# MTV Video Music Awards 2016
Die MTV Video Music Awards 2016 fanden am 28. August 2016 im Madison Square Garden in New York City, New York statt. Es waren die 33. MTV Video Music Awards. Die meisten Nominierungen erhielt Beyoncé mit elf, gefolgt von Adele mit acht. Mit acht gewonnenen Kategorien erhielt Beyoncé die meisten Preise der diesjährigen Verleihung.

## Auftritte

### Vorprogramm
- Alessia Cara & Troye Sivan – Wild Things / Wild / Scars to Your Beautiful
- Jidenna – Little Bit More
- Lukas Graham – Mama Said

### Hauptshow
- Rihanna – Don’t Stop the Music / Only Girl (In the World) / We Found Love / Where Have You Been
- Ariana Grande & Nicki Minaj – Side to Side
- Future – Fuck Up Some Commas
- Rihanna – Rude Boy / What's My Name? / Work
- Nick Jonas & Ty Dolla $ign – Bacon
- Beyoncé – Pray You Catch Me / Hold Up / Sorry / Don’t Hurt Yourself / Formation
- Britney Spears & G-Eazy – Make Me... / Me, Myself & I
- Rihanna – Needed Me / Pour It Up / Bitch Better Have My Money
- The Chainsmokers & Halsey – Closer
- Rihanna – Stay / Diamonds / Love on the Brain

## Gewinner und Nominierungen
Die Nominierten wurden am 26. Juli 2016 bekanntgegeben.

### Video of the Year
Beyoncé – Formation
- Adele – Hello
- Justin Bieber – Sorry
- Drake – Hotline Bling
- Kanye West – Famous

### Best Male Video
Calvin Harris (feat. Rihanna) – This Is What You Came For
- Drake – Hotline Bling
- Bryson Tiller – Don’t
- The Weeknd – Can’t Feel My Face
- Kanye West – Famous

### Best Female Video
Beyoncé – Hold Up
- Adele – Hello
- Ariana Grande – Into You
- Rihanna (feat. Drake) – Work
- Sia – Cheap Thrills

### Best New Artist
DNCE
- Desiigner
- Lukas Graham
- Zara Larsson
- Bryson Tiller

### Best Pop Video
Beyoncé – Formation
- Adele – Hello
- Justin Bieber – Sorry
- Alessia Cara – Wild Things
- Ariana Grande – Into You

### Best Rock Video
Twenty One Pilots – Heathens
- All Time Low – Missing You
- Coldplay – Adventure of a Lifetime
- Fall Out Boy (feat. Demi Lovato) – Irresistible
- Panic! at the Disco – Victorious

### Best Hip-Hop Video
Drake – Hotline Bling
- 2 Chainz – Watch Out
- Chance the Rapper (feat. Saba) – Angels
- Desiigner – Panda
- Bryson Tiller – Don’t

### Best Electronic Video
Calvin Harris und Disciples – How Deep Is Your Love
- 99 Souls (feat. Destiny’s Child und Brandy) – The Girl Is Mine
- Afrojack – SummerThing!
- The Chainsmokers (feat. Daya) – Don’t Let Me Down
- Mike Posner – I Took a Pill in Ibiza

### Best Collaboration
Fifth Harmony (feat. Ty Dolla Sign) – Work from Home
- Beyoncé (feat. Kendrick Lamar) – Freedom
- Ariana Grande (feat. Lil Wayne) – Let Me Love You
- Calvin Harris (feat. Rihanna) – This Is What You Came For
- Rihanna (feat. Drake) – Work

### Breakthrough Long Form Video
Beyoncé – Lemonade
- Justin Bieber – Purpose: The Movement
- Chris Brown – Royalty
- Florence + the Machine – The Odyssey
- Troye Sivan – Blue Neighbourhood Trilogy

### Best Direction
Beyoncé – Formation (Regisseurin: Melina Matsoukas)
- Adele – Hello (Regisseur: Xavier Dolan)
- David Bowie – Lazarus (Regisseur: Johan Renck)
- Coldplay – Up&Up (Regisseure: Vania Heymann und Gal Muggia)
- Tame Impala – The Less I Know the Better (Regisseur: Canada)

### Best Choreography
Beyoncé – Formation (Choreographen: Chris Grant, JaQuel Knight und Dana Foglia)
- Beyoncé – Sorry (Choreographen: Chris Grant, JaQuel Knight, Dana Foglia, Anthony Burrell und Beyoncé)
- Missy Elliott (feat. Pharrell) – WTF (Where They From) (Choreograph: Hi-Hat)
- FKA Twigs  – M3LL155X (Choreographin: FKA Twigs)
- Florence + The Machine – Delilah (Choreograph: Holly Blakey)

### Best Visual Effects
Coldplay – Up&Up (Spezialeffekte: Vania Heymann)
- Adele – Send My Love (To Your New Lover) (Spezialeffekte: Sam Sneade)
- FKA Twigs – M3LL155X (Spezialeffekte: Lewis Sanders und Jihoon Yoo)
- The Weeknd – Can’t Feel My Face (Spezialeffekte: Bryan Smaller)
- Zayn – Pillowtalk (Spezialeffekte: David Smith)

### Best Art Direction
David Bowie – Blackstar (Jan Houllevigue)
- Adele – Hello (Art Director: Colombe Raby)
- Beyoncé – Hold Up (Art Director: Jason Hougaard)
- Drake – Hotline Bling (Art Director: Jeremy MacFarlane)
- Fergie – M.I.L.F. $ (Art Director: Alexander Delgado)

### Best Editing
Beyoncé – Formation (Editor: Jeff Selis)
- Adele – Hello (Editoren: Xavier Dolan)
- David Bowie – Lazarus (Editor: Johan Söderberg)
- Fergie – M.I.L.F. $ (Editor: Vinnie Hobbs)
- Ariana Grande – Into You (Editor: Hannah Lux Davis)

### Best Cinematography
Beyoncé – Formation (Kamera: Malik Sayeed)
- Adele – Hello (Kamera: André Turpin)
- Alesso – I Wanna Know (Kamera: Corey Jennings)
- David Bowie – Lazarus (Kamera: Crille Forsberg)
- Ariana Grande – Into You (Kamera: Paul Laufer)

### Song of Summer
Fifth Harmony (feat. Fetty Wap) – All In My Head (Flex)
- The Chainsmokers (feat. Halsey) – Closer
- Drake (feat. Kyla & Wizkid) – One Dance
- Selena Gomez – Kill Em with Kindness
- Calvin Harris (feat. Rihanna) – This Is What You Came For
- Nick Jonas (feat. Ty Dolla Sign) – Bacon
- Kent Jones – Don’t Mind
- Major Lazer (feat. Justin Bieber & Mø) – Cold Water
- Sia – Cheap Thrills
- Justin Timberlake – Can’t Stop the Feeling!

### Michael Jackson Video Vanguard Award
- Rihanna